# ریزاریا
ریزاریا (نام علمی: Rhizaria) نام یک فراگروه از حوزه یوکاریوت است. اغلب آنها جانداران تک‌یاخته‌ای هستند. این فراگروه در سال ۲۰۰۲ توسط توماس کاوالیر-اسمیت پیشنهاد شد. ریزاریا بسیار متنوع هستند ولی بیشترشان پای کاذب دارند و حرکت آمیبی دارند، تقریباً همگی میتوکندری دارند.

## گروه‌ها
سه دسته عمده ریزوریا وجود دارد:
- دنبی‌زیان
- روزن‌داران
- شعاعیان